# Mark Williams (Basketballspieler)
Mark Oluwafemi Williams (* 16. Dezember 2001 in Norfolk (Virginia)) ist ein US-amerikanischer Basketballspieler.

## Werdegang
Williams wurde in den Vereinigten Staaten im Jugendalter als einer der landesweit besten Innenspieler seines Jahrgangs eingestuft. Nach drei Jahren an der Norfolk Academy in Virginia und einer Saison an der IMG Academy in Florida wechselte er 2020 an die Duke University. Dort spielte er für Traineraltmeister Mike Krzyzewski in dessen beiden letzten Jahren seiner Amtszeit. Williams wurde in der Atlantic Coast Conference als bester Verteidiger der Saison 2021/22 ausgezeichnet und kam zwischen 2020 und 2022 in seinen insgesamt 62 Einsätzen auf Mittelwerte von 9,7 Punkte, 6,3 Rebounds sowie 2,3 Blocks.
Nach der Bekanntgabe seines Wechsels in den Profibereich wurde Williams im Juni 2022 von der NBA-Mannschaft Charlotte Hornets im Draftverfahren der Liga ausgewählt. Die Rechte von vier Spielern, die zuvor mit ihm zum Aufgebot der Duke University zählten, wurden ebenfalls vergeben, darunter an erster Stelle Paolo Banchero.
Anfang Februar 2025 hätte Williams im Rahmen eines Spielertauschs für Cam Reddish und Dalton Knecht an die Los Angeles Lakers abgegeben werden sollen. Dieser Tausch kam jedoch schlussendlich nicht zustande, da Williams die medizinische Untersuchung nicht bestand und die Lakers daraufhin von der Abmachung zurücktraten. Im Sommer 2025 wechselte er zu den Phoenix Suns.

## Karriere-Statistiken
| Legende | Legende                                        | Legende | Legende                                                     | Legende | Legende                                          |
| ------- | ---------------------------------------------- | ------- | ----------------------------------------------------------- | ------- | ------------------------------------------------ |
| GP      | Absolvierte Spiele (Games played)              | GS      | Spiele von Beginn an (Games started)                        | MPG     | Absolvierte Minuten pro Spiel (Minutes per game) |
| FG %    | Wurfquote aus dem Feld (Field-goal percentage) | 3P %    | Wurfquote Drei-Punkte-Würfe (3-point field-goal percentage) | FT %    | Freiwurfquote (Free-throw percentage)            |
| RPG     | Rebounds pro Spiel (Rebounds per game)         | APG     | Assists pro Spiel (Assists per game)                        | SPG     | Steals pro Spiel (Steals per game)               |
| BPG     | Blocks pro Spiel (Blocks per game)             | PPG     | Punkte pro Spiel (Points per game)                          | FETT    | Karriere-Bestmarke                               |

### NBA

#### Hauptrunde
| Saison  | Team      | GP | GS | MPG  | FG % | 3P % | FT % | RPG | APG | SPG | BPG | PPG  |
| ------- | --------- | -- | -- | ---- | ---- | ---- | ---- | --- | --- | --- | --- | ---- |
| 2022–23 | Charlotte | 43 | 17 | 19.3 | .637 | –    | .691 | 7.1 | 0.4 | 0.7 | 1.0 | 9.0  |
| 2023–24 | Charlotte | 19 | 19 | 26.7 | .649 | –    | .719 | 9.7 | 1.2 | 0.8 | 1.1 | 12.7 |
| Gesamt  | Gesamt    | 62 | 36 | 21.5 | .642 | –    | .702 | 7.9 | 0.6 | 0.7 | 1.0 | 10.1 |